# Ferenc Szálasi
Ferenc Szálasi (6. ledna 1897, Košice – 12. března 1946, Budapešť) byl maďarský politik a vůdce pronacistické Strany Šípových křížů.

## Biografie
Od 16. října 1944 do března 1945 byl s titulem "Vůdce národa" (Nemzetvezető, hlava státu a premiér v jedné osobě) představitelem Vlády národní jednoty. Během této vlády přišla o život asi polovina z celkového počtu 200 000 členů budapešťské židovské komunity. Více než 80 000 Židů, včetně žen, dětí a starců, bylo deportováno do koncentračních táborů. Vláda přestala existovat dne 28. března 1945. O den později nalezli všichni členové vlády útočiště v Třetí říši, kde byli zajati a předáni zpět do Maďarska k lidovému soudu. Szálasi byl souzen za zločiny proti státu, proti lidskosti a válečné zločiny. Popraven oběšením byl dne 12. března 1946.